# Брзина гломеруларне филтрације
Брзина гломеруларне филтрације   (GFR - Glomerular filtration rate) која описује брзину протока филтриране течности кроз бубрег, једна је од мера функције бубрега. Функције бубрега укључују одржавање киселинско-базне равнотеже; регулисање равнотеже течности; регулисање натријума, калијума и других електролита; чишћење токсина; апсорпција глукозе, аминокиселина и других малих молекула; регулација крвног притиска; производња различитих хормона, као што је еритропоетин; и активација витамина Д.
Брзина клиренса креатинина  (CCr или CrCl) је запремина крвне плазме која се чисти од креатинина у јединици времена и корисна је мера за апроксимацију GFR. Клиренс креатинина премашује GFR због секреције креатинина, коју циметидин може блокирати. И GFR и  CCr  се могу тачно израчунати упоредним мерењима супстанци у крви и мокраћи, или проценитима у формулама користећи само резултат теста крви (eGFR  и eCCr). Резултати ових тестова се користе за процену функције излучивања бубрега. Стадирање хроничне бубрежне болести заснива се на категоријама GFR  као и албуминурији и узроку болести бубрега.
Нормални опсег GFR , прилагођен за површину тела, је 100–130 просечних 125 ml/min/1,73м2 код мушкараца и 90–120мЛ/мин/1,73м2 код жена млађих од 40 година. Код деце, GFR  се мери клиренс инулина, који износи 110 мЛ/мин/1,73 м2 до 2 године живота код оба пола, а затим се прогресивно смањује. Након 40. године, GFR  прогресивно опада са годинама, за 0,4–1,2 мЛ/мин годишње. 
Смернице клиничке праксе и регулаторне агенције сада препоручују процењену GFR  (eGFR ) за рутинску процену GFR , док се мерена GFR  (mGFR) препоручује као потврдни тест када је потребна прецизнија процена.

## Дефиниција
Брзина гломеруларне филтрације (ГФР) је запремина течности која се филтрира из бубрежних (бубрежних) гломеруларних капилара у Бауманову капсулу у јединици времена.  Централно за физиолошко одржавање ГФР је диференцијални базални тон аферентне (улазне) и еферентне (излазне) артериоле (види дијаграм). Другим речима, брзина филтрације зависи од разлике између вишег крвног притиска створеног вазоконстрикцијом аферентне артериоле наспрам нижег крвног притиска створеног мањом вазоконстрикцијом еферентне артериоле.
Брзина гломеруларне филтрације је једнак брзини бубрежног клиренса када се било која растворена супстанца слободно филтрира и не реабсорбује је нити луче бубрези. Измерена брзина је стога количина супстанце у мокраћи која потиче из израчунљиве запремине крви. Повезујући овај принцип са доњом једначином – за употребљену супстанцу, производ концентрације урина и протока урина једнак је маси супстанце излучене током времена када је урин сакупљен. Ова маса је једнака маси филтрираној у гломерулу пошто се ништа не додаје или уклања у нефрону. Дељењем ове масе са концентрацијом у плазми добија се запремина плазме из које је маса морала да потиче, а тиме и запремина плазма течности која је ушла у Бауманову капсулу.  у претходно поменутом временском периоду. Брзина гломеруларне филтрације се обично бележи у јединицама запремине по времену, на пример, милилитрима у минути (мЛ/мин). 
{\displaystyle GFR={\frac {{\mbox{Концентрација мокраће}}\times {\mbox{Проток мокраће}}}{\mbox{Концентрација плазме}}}}
Постоји неколико различитих техника које се користе за израчунавање или процену брзине гломеруларне филтрације (GFR  или eGFR ). Горња формула се примењује само за израчунавање брзина гломеруларне филтрације  када је једнака стопи клиренса.

## Мерења

### Креатинин
У клиничкој пракси,  клиренс креатинина или процене клиренса креатинина на основу нивоа креатинина у серуму се користе за мерење GFR. Креатинин се природно производи у телу и производ је разградње креатин фосфата, који се налази у мишићима. Слободно се филтрира у гломерулу, али се такође активно излучује кроз перитубуларне капиларе у веома малим количинама, тако да клиренс креатинина прецењује стварну брзину гломеруларне филтрације за 10% до 20%. Ова граница грешке је прихватљива, с обзиром на лакоћу са којом се мери клиренс креатинина. За разлику од прецизних мерења брзине гломеруларне филтрације која укључује сталне инфузије инулина, креатинин је већ у стабилној концентрацији у крви, па је мерење клиренса креатинина много мање компликовано. Међутим, процене креатинина за брзину гломеруларне филтрације има  своја ограничења. Све једначине за процену зависе од предвиђања 24-часовне стопе излучивања креатинина, што је функција мишићне масе која је прилично варијабилна. Једна од једначина, не одговара раси. Такође са већом мишићном масом, креатинин у серуму ће бити већи за било коју дату брзину клиренса.

### Инулин
Брзина гломеруларне филтрације се може одредити убризгавањем инулина или инулин-аналогног синистрина у крвоток. Пошто се и инулин и синистрин не реапсорбују нити луче у бубрезима након гломеруларне филтрације, њихова брзина излучивања је директно пропорционална брзини филтрације воде и растворених материја кроз гломеруларни филтер. Непотпуно сакупљање урина је важан извор грешке у мерењу клиренса инулина. Коришћење инулина за мерење функције бубрега је „златни стандард“ за поређење са другим средствима за процену брзине гломеруларне филтрације.

### Радиоактивни трагачи
Брзина гломеруларне филтрације се може прецизно измерити коришћењем радиоактивних супстанци, посебно хром-51 и технецијум-99м. Оне се приближавају идеалним својствима инулина (подвргнути само гломеруларној филтрацији), али се могу практичније измерити са само неколико узорака урина или крви.
Мерење реналног или плазма клиренса 51Цр-ЕДТА се широко користи у Европи, али није доступно у Сједињеним Државама, где се уместо тога може користити 99мТц-ДТПА.
Бубрежни и плазма клиренс 51Цр-ЕДТА се показао тачним у поређењу са златним стандардом, инулином. Употреба 51Цр‑ЕДТА се сматра референтном стандардном мером у упутствима УК.

### Цистатин Ц
Проблеми са креатинином (различита мишићна маса, недавно конзумирање меса (много мање зависи од исхране него уреа),  довели су до процене алтернативних агенаса за процену брзине гломеруларне филтрације. Један од њих је цистатин Ц, свеприсутни протеин који лучи већина ћелија у телу (инхибитор је цистеин протеазе).
Цистатин Ц се слободно филтрира у гломерулу. Након филтрације, цистатин Ц се реапсорбује и катаболише у ћелијама епитела тубула, при чему се само мале количине излучују урином. Стога се нивои цистатина Ц не мере у урину, већ у крвотоку.
Развијене су једначине које повезују процењену брзина гломеруларне филтрације са нивоима цистатина Ц у серуму. Недавно су неке предложене једначине комбиновале (пол, старост и расу) прилагођене цистатину Ц и креатинину. 
Најтачније је (према полу, узрасту и раси) прилагођен цистатину Ц, праћен (према олу, узрасту и раси) прилагођеном креатинину, а затим само цистатину Ц у мало другачијем са прилагођеним креатинином.

## Израчунавања
Тачније, ГФР је проток течности између гломерулских капилара и Бауманове капсуле:
{\displaystyle {\operatorname {d} Q \over \operatorname {d} t}=K_{f}\times (P_{G}-P_{B}-\Pi _{G}+\Pi _{B})}
где је:
- {\displaystyle {\operatorname {d} Q \over \operatorname {d} t}} = GFR.
- {\displaystyle K_{f}} = филтрацијска константа одређена као производ хидрауличке кондукције и површине гломеруларних капилара
- {\displaystyle P_{G}} = хидрулични притисак у гломеруларним капиларима
- {\displaystyle P_{B}}је хидростатски притисак у Баумановој капсули
- {\displaystyle \Pi _{G}} = колоиднои осмотски притисак у гломеруларним капиларима
- {\displaystyle \Pi _{B}} = колоиднои осмотски притисакu  Бауманове капсуле.

### Kf
Пошто је ова константа мерење хидрауличке проводљивости помножене са површином капиларе, готово је немогуће физички измерити. Међутим, ово се може утврдити експериментом. Методе одређивања  GFR су наведене у горњем и доњем делу и из које једначине је јасно да {\displaystyle K_{f}} може наћи дељењем експерименталног са нето филтрационим притиском:
{\displaystyle K_{f}={\frac {\textrm {GFR}}{\text{Net Filt. Pressure}}}={\frac {\textrm {GFR}}{(P_{G}-P_{B}-\Pi _{G}+\Pi _{B})}}}

### PG
Хидростатички притисак унутар гломеруларних капилара одређен је разликом притиска између течности која улази непосредно из аферентне артериоле и излази кроз еферентну. Разлика притиска је апроксимантна производу укупног отпора дотичне артериоле и протока крви кроз њу:
{\displaystyle P_{a}-P_{G}=R_{a}\times Q_{a}}
{\displaystyle P_{G}-P_{e}=R_{e}\times Q_{e}}
где је:
- {\displaystyle P_{a}} = притисак у узлазној артериоли
- {\displaystyle P_{G}} = хидростатски притисак у гломеруларним капиларима
- {\displaystyle P_{e}}  = притисак у силазној артериоли
- {\displaystyle R_{a}} = разлика отпорности узлазне артериоле r
- {\displaystyle R_{e}} =отпорност силазне артериоле
- {\displaystyle Q_{a}} = флукс излазне артериоле
- And, {\displaystyle Q_{e}} =флукс силазне артериоле

### PB
Притисак Бауманове капсуле и проксималном тубулу може се одредити разликом између Бауманове капсуле и притиска у опадајућем тубулу:
{\displaystyle P_{B}-P_{d}=R_{d}\times (Q_{a}-Q_{e})}
где је:
- {\displaystyle P_{d}} = притисак у силазном тубулу;
- {\displaystyle R_{d}} = oтпорност силазног тубула.

### ПG
Крвна плазма садржи много протеина, који делују према унутрашњој сили званој осмотски притисак на воду у хипотоничним растворима преко мембране, или у Баумановој капсули. Пошто протеини плазме скоро да нису у стању да напусте гломеруларне капиларе, овај онкотски притисак је једноставно дефинисан законом идеалног гаса:
{\displaystyle \Pi _{G}=RTc}
где је:
- R = универзална гасна константа;
- T = температура;
- c =концентрација протеина у плазми у мол/Л (напомена: растворене супстанце могу слободно да дифундују кроз гломеруларну капсулу).

### ∏B
Ова вредност се скоро увек узима као нула, јер не би требало да буде протеина у Баумановој капсули у здравом нефрону.

## Клиренс и фракција филтрације

### Фракција филтрације
Фракција филтрације је количина плазме која се заправо филтрира кроз бубрег. Ово се може дефинисати помоћу једначине:
FF=GFR/RPF
- FF је фракција филтрације
- GFR је брзина гломеруларне филтрације
- RPF је бубрежни проток плазме

Нормални људски FF је 20%.

### Клиренс бубрега
Cx=(Ux)V/Px
- Cxје клиренс X (бично у јединицама mL/min).
- Ux је концентрација Х у мокраћи
- Px је концентрација Х у плазми
- V је брзина протока мокраће.